# Beschermd bergmassief Koeziejsky
Het beschermde bergmassief Koeziejsky of beschermd bergmassief Koeziej-Tryboesjansky, (Oekraïens: Кузійський заповідний масив. Soms ook: Кузій-Трибушанський масив) is een beschermd bergmassief dat ligt in het Karpatisch Biosfeerreservaat in de oblast Transkarpatië van Oekraïne. Koeziejsky maakt sinds 2007 ook deel uit van de werelderfgoedinschrijving Oude en voorhistorische beukenbossen van de Karpaten en andere regio's van Europa van UNESCO.

## Kenmerken
De hoogste bergtoppen van het massief zijn de Lysyna (1.409 meter), Mentsjoel (1.242 meter) en Tempa (1.089 meter). Doordat warme lucht wordt opgestuwd vanuit het dal, zijn er warmteminnende bomen als zomereik (Quercus robur) en wintereik (Quercus petraea) te vinden tot op een hoogte van 1.090 meter. Deze soorten worden nergens anders in Oekraïne zo hoog aangetroffen. Beukenwouden (Fagetum) beslaan echter het grootste oppervlak. Hiertussen staan zeer oude en hoge exemplaren. Bestanden met fijnsparren (Picea abies) zijn ook aanwezig en kunnen minstens even oud en hoog worden. Vanwege de vele holten in de bomen broeden er vogels als withalsvliegenvanger (Ficedula albicollis), oeraluil (Strix uralensis) en alle soorten spechten die in de Karpaten voorkomen.

## Fotogalerij

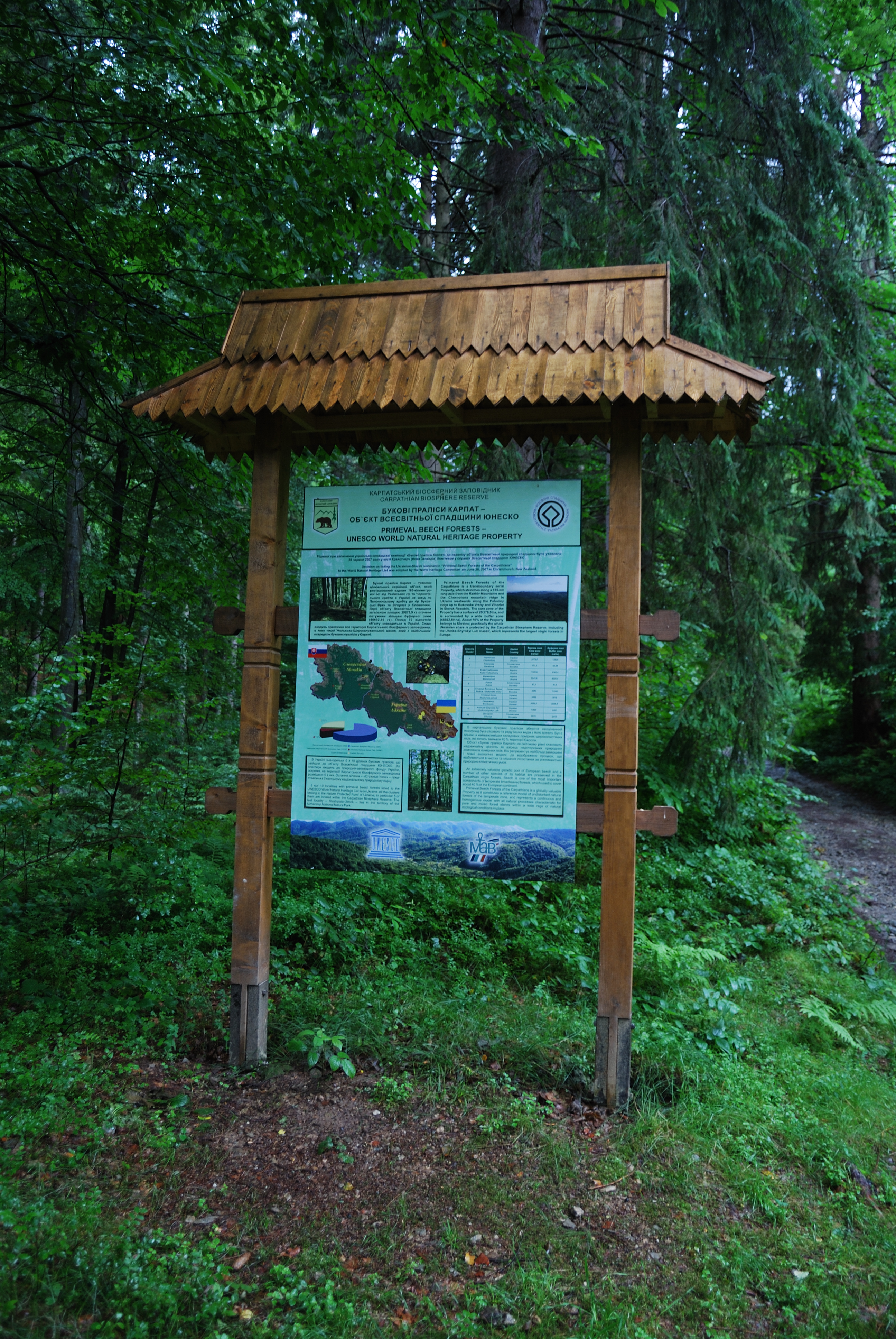
UNESCO-informatiepaneel in het beschermde bergmassief Koeziejsky.
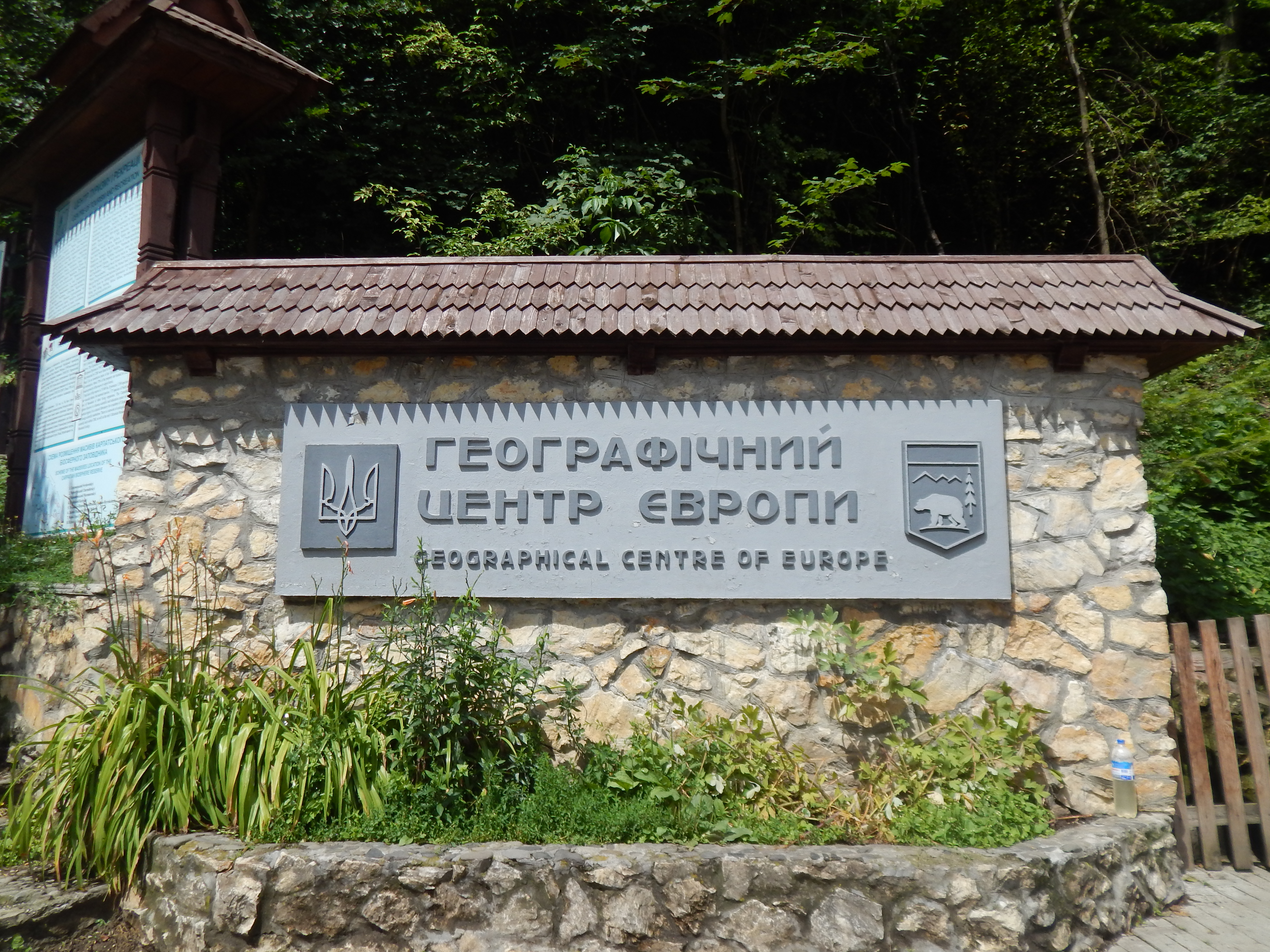
Ten zuiden van Rachiv, aan de rand van Koeziejsky, bevindt zich het monument «Geografisch Centrum van Europa».
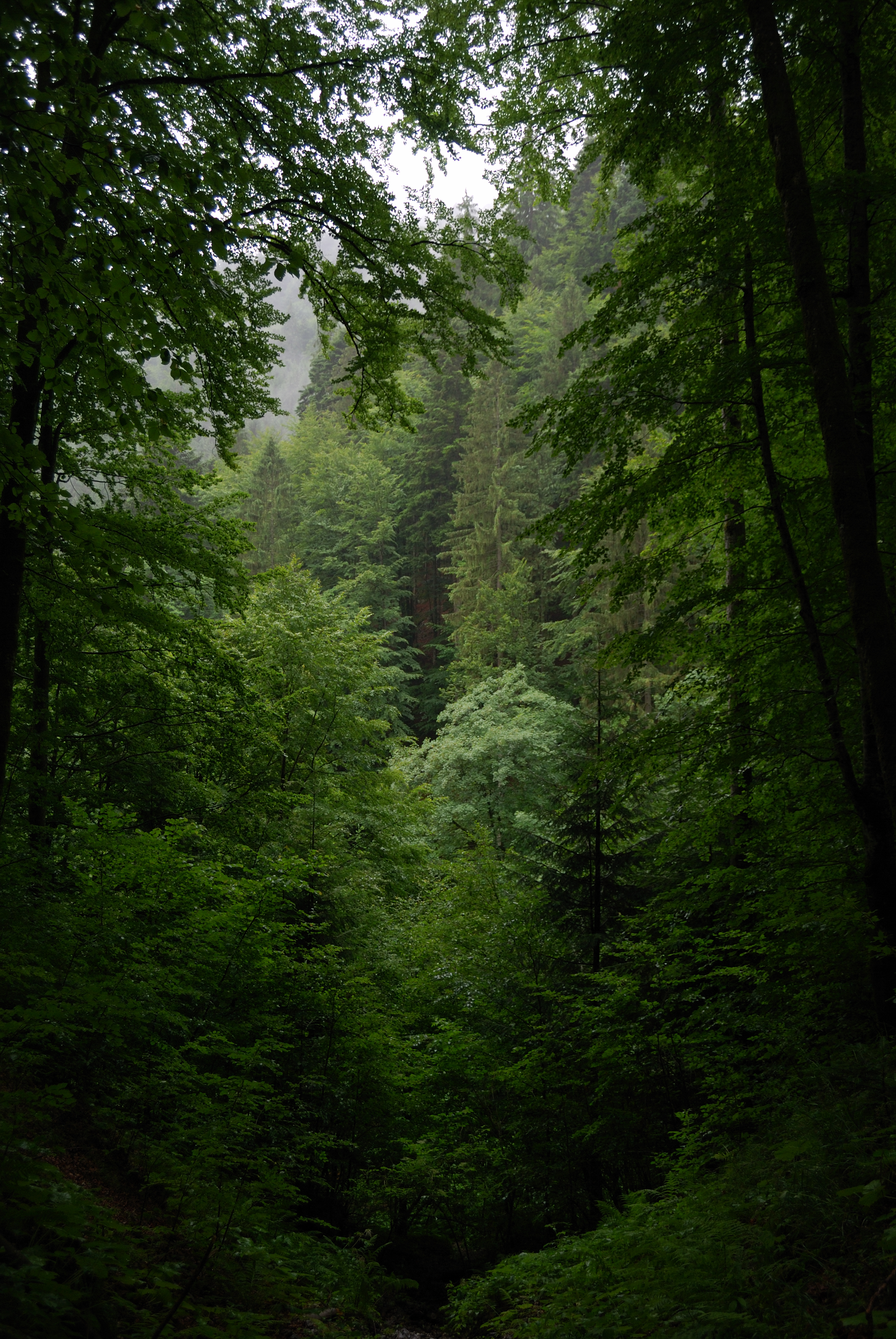
Onaangeraakte beukenoerwouden van Koeziejsky.
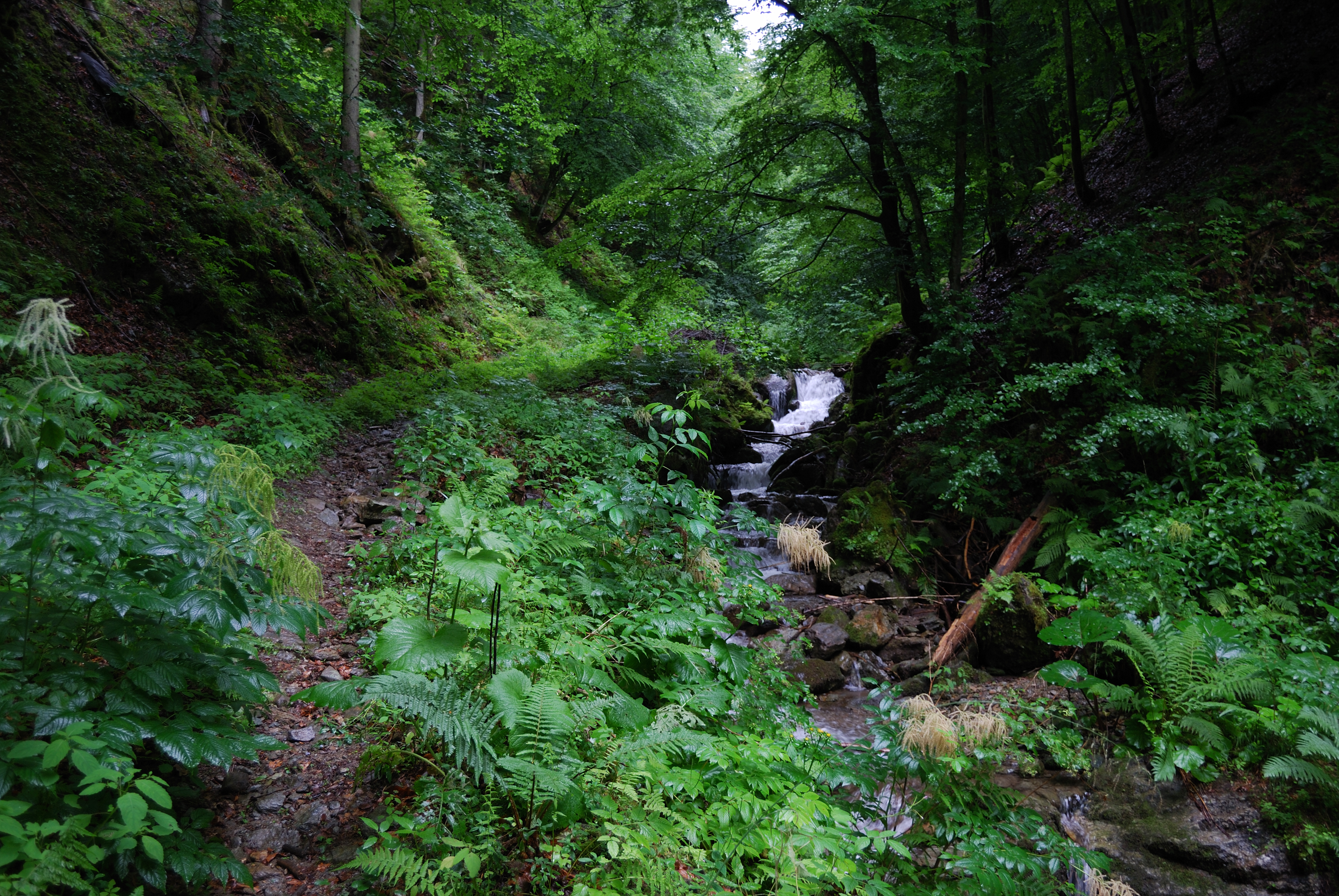
Bospad door het bergmassief Koeziejsky.